# Gabriela Morska
Gabriela Morska właśc. Gabriela Kuliczkowska zamężna Popławska (ur. 21 marca 1867 w Szczekocinach, zm. 18 września 1928 w Warszawie) – polska aktorka teatralna, później urzędniczka.

## Życiorys
Gry aktorskiej uczyła się pod kierunkiem Anastazego Trapszy, występując także w przedstawieniach warszawskiego Towarzystwa Dobroczynności. Następnie była członkinią zespołu Teatru Polskiego w Poznaniu (1886-1890), z którym uczestniczyła w objazdach. W kolejnych latach grała w Łodzi (1890–1891), Warszawie (Belle Vue, 1891) oraz Petersburgu (1891–1892). W 1892 debiutowała na scenie Warszawskich Teatrów Rządowych, nie otrzymała jednak angażu. Występowała w Petersburgu i Moskwie (1892–1893), a w latach 1893–1897 grała na scenie Teatru Miejskiego w Krakowie.
Chcąc pójść w ślady Heleny Modrzejewskiej zaczęła się uczyć języka angielskiego i w 1898 roku wyjechała do Anglii. Nie odniosła tam sukcesu (grała jedynie w miejscowości St. Leonards i na jednej z małych scen Londynu), wskutek czego szybko powróciła do kraju. Grała gościnnie w Teatrze Miejskim w Krakowie, a następnie z zespołem męża Józefa Popławskiego w latach 1898–1899 odwiedziła m.in. Rygę, Petersburg, Moskwę, Charków, Jelizawietgrad, Kiszyniów, Odessę oraz Kijów. W kolejnych latach grała w Petersburgu, Sosnowcu (1900), Krakowie (1900–1901), Warszawie (Teatr Letni, 1901), Lwowie (1901–1904) oraz z zespołem męża w objeździe, m.in. w Nowym Sączu, Stryju i Samborze. Następnie została zaangażowana do zespołu Teatru Polskiego w Wilnie (1906–1911), grając gościnne m.in. w Krakowie, Warszawie i Poznaniu. Sezon 1911/1912 spędziła ponownie jako członkini zespołu męża, występując w Petersburgu, Kijowie i Żytomierzu. W ostatnich latach kariery scenicznej występowała w Warszawie (Teatr Zjednoczony 1912, Teatr Praski 1916–1917) oraz Łodzi (Teatr Popularny, 1913).
Po ustąpieniu ze sceny pracowała jako urzędniczka w Ministerstwie Spraw Zagranicznych. Została pochowana na Cmentarzu Powązkowskim w Warszawie (kw. 234, rz. 3, m. 24-25).

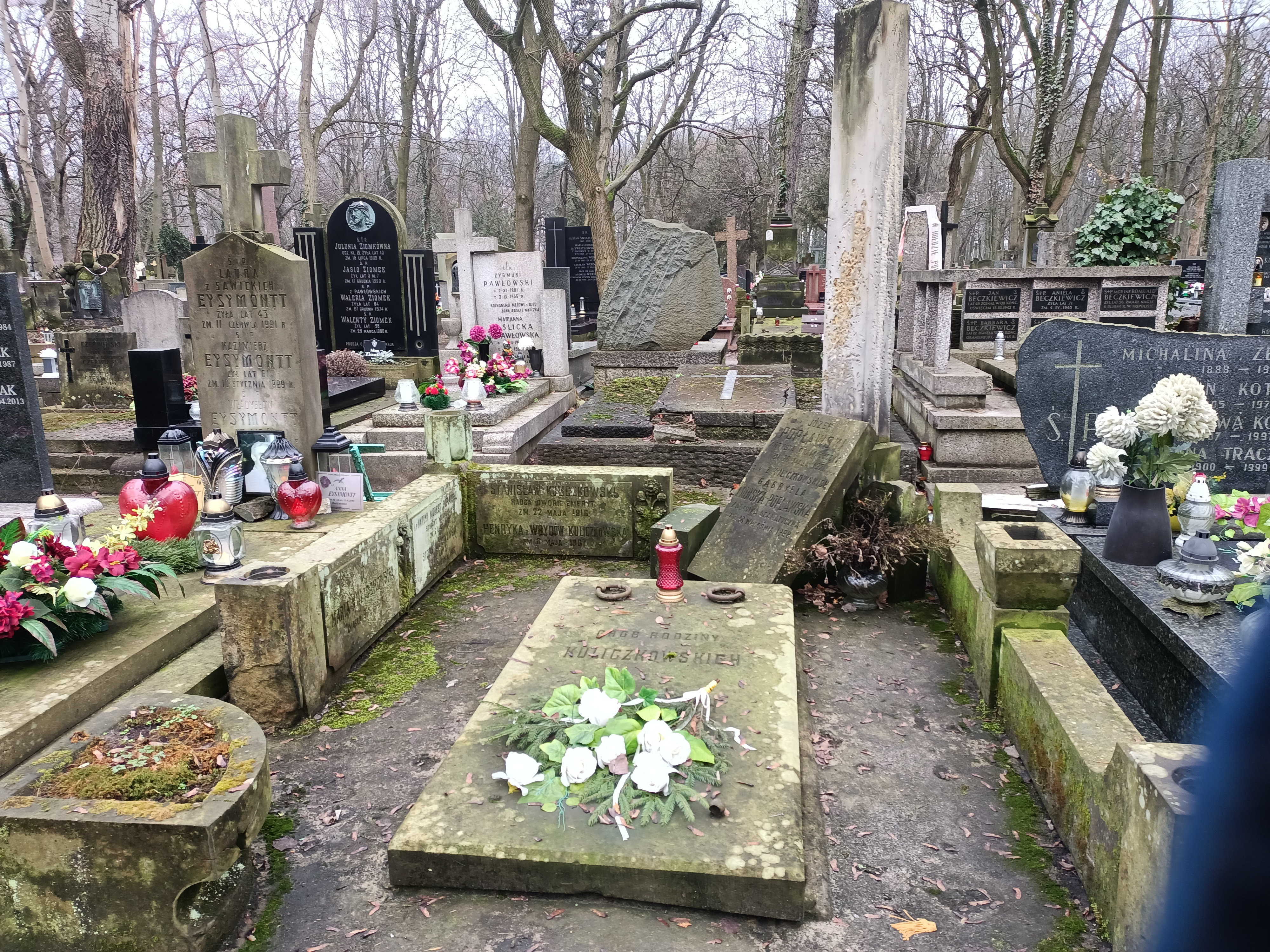
Grób Gabrieli Morskiej na Cmentarzu Powązkowskim